# Arrendamiento de aeronaves
Los arrendamientos de aeronaves son contratos de arrendamiento utilizados por aerolíneas y otros operadores aéreos. Las aerolíneas arriendan aeronaves de otras aerolíneas o compañías de arrendamiento por dos razones principales: para operar aeronaves sin la carga financiera de comprarlas, así como para proporcionar un aumento temporal en la capacidad.

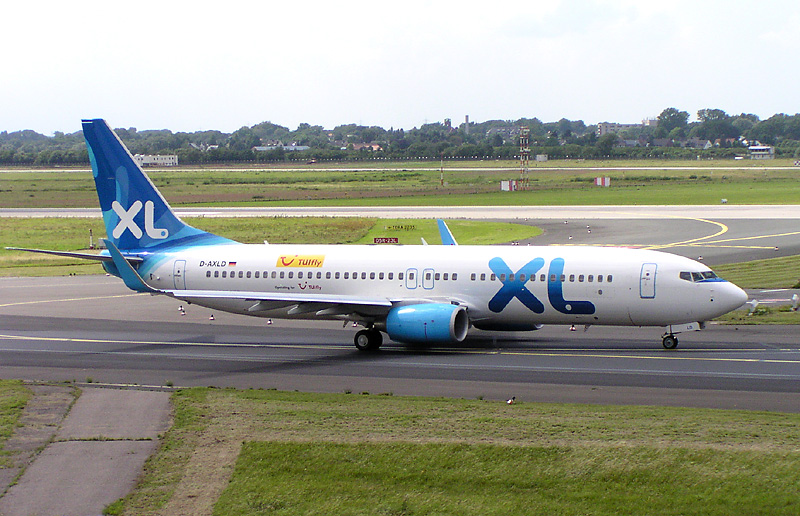
Boeing 737 de XL Airways Germany. La pegatina en la cola indica que el avión está arrendado temporalmente por TUIfly.

La industria tiene dos tipos principales de arrendamiento: arrendamiento con tripulación, que se utiliza normalmente para arrendamientos a corto plazo, y arrendamiento sin tripulación, que es más común para arrendamientos a largo plazo. La industria también utiliza combinaciones de arrendamiento con tripulación y sin tripulación. Por ejemplo, cuando la aeronave se arrienda con tripulación para establecer nuevos servicios, a medida que las tripulaciones de vuelo o de cabina de la aerolínea se capacitan, pueden cambiarse a un arrendamiento sin tripulación. En algunos mercados, también puede haber modelos híbridos, como con tripulación proporcionada por los arrendatarios.

## Mercado
Los arrendamientos operativos de aviones comerciales representaban menos del 2 % de la flota en 1976, luego el 15 % a principios de los años 90, el 25 % en el año 2000 y el 40 % en 2017, con los arrendadores involucrados en el 62 % de las transacciones de aeronaves de segunda mano a mitad de vida desde el año 2000: 42 % en Europa y 29 % en América del Norte. En 2015, se entregaron aviones comerciales por un valor superior a 120 mil millones de dólares en todo el mundo, y la mitad de los arrendadores globales tenían su sede en Irlanda.
Con mandatos agresivos de crecimiento, muchos nuevos arrendadores más pequeños y agresivos han sobrepagado por muchos de sus activos en el mercado de venta y arrendamiento posterior, y luego ofrecen tarifas de arrendamiento más bajas para ganar clientes, con reservas de mantenimiento reducidas y condiciones de devolución más flexibles: los factores de tarifa de arrendamiento han caído a 0,6 % mensual (7.2 % anual), e incluso han llegado al 0,55 % (6.6 % anual).
A pesar de las quiebras de Air Berlin y Monarch Airlines, sus aviones en arrendamiento fueron rápidamente reubicados a "tarifas normales de mercado" gracias al crecimiento del tráfico, ya que los kilómetros de pasajeros pagados disponibles a nivel mundial aumentaron un 7,7 % en el año hasta septiembre de 2017, y Airbus tuvo dificultades para entregar A320neo debido a retrasos en el suministro de motores.
En 2007, el gobierno chino permitió que los bancos chinos comenzaran a operar unidades de arrendamiento, y nueve arrendadores chinos figuraban entre los 50 más grandes en 2017, liderados por ICBC Leasing, que se encontraba entre los diez principales, con un valor de flota administrada que creció un 15 % desde 2016. En algunos casos, los arrendadores chinos olvidaron que debían obtener arrendamientos secundarios y no cumplieron con los tiempos de devolución, dejando aeronaves inmovilizadas durante algunos meses.
Los alquileres suelen estar vinculados a las tasas LIBOR.
Las tarifas de arrendamiento de los A320neo y B737 MAX 8 son entre 20.000 y 30.000 dólares más altas que las de sus predecesores: en 2018, un B737-8 podía alquilarse por algo más de 385.000 dólares mensuales, y un A320neo por menos de 370.000 dólares al mes a 12 años de plazo y con un buen historial crediticio (0,74 % de su coste de capital de aproximadamente 49 millones de dólares), generando 53 millones de ingresos y más de 8,5 millones en compensación de mantenimiento al final del contrato, manteniendo aún un valor de 20 millones de dólares.
Las aerolíneas que no pueden negociar buenas condiciones de compra directa con fábrica o aquellas que prefieren mantener flexibilidad pueden arrendar sus aviones mediante un arrendamiento operativo o un arrendamiento financiero.

## Tipos de arrendamiento

### Arrendamiento húmedo (wet lease)
Un arrendamiento húmedo es un acuerdo en el que una aerolínea (el arrendador) proporciona una aeronave, tripulación completa, mantenimiento y seguro (ACMI, por sus siglas en inglés) a otra aerolínea u otro tipo de empresa que actúe como intermediario de viajes aéreos (el arrendatario), quien paga por horas operadas. El arrendatario proporciona el combustible y cubre las tasas aeroportuarias y cualquier otro impuesto, tasa, etc. El vuelo utiliza el número de vuelo del arrendatario. Un arrendamiento húmedo generalmente dura entre 1 y 24 meses. Este tipo de arrendamiento se utiliza típicamente durante temporadas de alta demanda o revisiones importantes de mantenimiento, o para iniciar nuevas rutas. Una aeronave en arrendamiento húmedo también puede utilizarse para volar hacia países donde el arrendatario tiene prohibido operar. También puede utilizarse para sustituir capacidad no disponible o para eludir restricciones regulatorias o políticas.
También puede considerarse una forma de chárter en la que el arrendador proporciona los servicios mínimos de operación, incluido el ACMI, y el arrendatario provee el resto de servicios junto con los números de vuelo. En todas las demás formas de chárter, el arrendador proporciona los números de vuelo. Las variaciones del arrendamiento húmedo incluyen acuerdos de código compartido, acuerdos de bloque de asientos y contratos de compra de capacidad.
A veces, los arrendamientos húmedos se utilizan por razones políticas. Por ejemplo, EgyptAir, una empresa estatal egipcia, durante muchos años no tuvo permitido volar a Israel bajo su propio nombre, como política del gobierno de Egipto. Por ello, los vuelos civiles egipcios desde El Cairo hacia Tel Aviv, requeridos por el Tratado de paz entre Egipto e Israel de 1979, eran operados por Air Sinai, que arrendaba en húmedo aeronaves de EgyptAir para sortear el asunto político. En 2021, Egipto cambió su política y EgyptAir comenzó a operar vuelos hacia Israel bajo su propia marca.
Se proyecta que el mercado mundial de arrendamientos húmedos crezca de 7.350 millones de dólares en 2019 a 10.900 millones en 2029, con una tasa de crecimiento anual compuesta (CAGR) del 4,1 %.[cita requerida]

### Arrendamiento seco (dry lease)
Un arrendamiento seco es un acuerdo en el que una entidad financiera de aeronaves (arrendador), como AerCap o Air Lease Corporation, proporciona una aeronave sin tripulación, personal de tierra, etc. Este tipo de arrendamiento es utilizado típicamente por compañías de arrendamiento y bancos, requiriendo que el arrendatario registre la aeronave bajo su propio certificado de operador aéreo (AOC) y proporcione el registro de la aeronave. Un arrendamiento seco típico dura más de dos años y conlleva ciertas condiciones respecto a depreciación, mantenimiento, seguros, etc., dependiendo también de la ubicación geográfica, circunstancias políticas, entre otros factores.
También puede realizarse un acuerdo de arrendamiento seco entre una aerolínea principal y una aerolínea regional, en el que la aerolínea principal proporciona la aeronave y el operador regional proporciona las tripulaciones, el mantenimiento y otros aspectos operativos, pudiendo operar la aeronave bajo el nombre de la aerolínea principal o uno similar. Este arreglo permite a la aerolínea principal evitar el gasto de capacitar personal para operar y mantener la aeronave, además de otras consideraciones (como contratos sindicales escalonados, dotación de personal en aeropuertos regionales, etc.). FedEx Express utiliza un acuerdo de este tipo para sus operaciones de alimentación, contratando a empresas como Empire Airlines, Mountain Air Cargo, Swiftair, entre otras, para operar sus aeronaves turbohélice monomotor y bimotor en Estados Unidos. DHL tiene una empresa conjunta en Estados Unidos con Polar Air Cargo, subsidiaria de Atlas Air, para operar sus entregas domésticas.

### Uso en el Reino Unido y arrendamientos semi-húmedos
En el Reino Unido, un arrendamiento húmedo se refiere a un contrato en el cual la aeronave opera bajo el certificado de operador aéreo (AOC) del arrendador. Un acuerdo en el que el arrendador proporciona la aeronave, la tripulación de vuelo y el mantenimiento, pero el arrendatario proporciona la tripulación de cabina, se conoce a veces como "arrendamiento semi-húmedo" (damp lease), término especialmente utilizado en el Reino Unido; ocasionalmente también se le llama "arrendamiento húmedo parcial" (moist lease). En el Reino Unido, un arrendamiento seco es cuando la aeronave opera bajo el AOC del arrendatario.

## Arrendadores
A finales de julio de 2015, los 50 principales arrendadores de aeronaves gestionaban 8.184 aeronaves: 511 aviones regionales turbohélice, 792 reactores regionales, 5.612 aviones de fuselaje estrecho y 1.253 de fuselaje ancho. En 2017, los 150 arrendadores gestionaban 8.400 aeronaves valoradas en 256.000 millones de dólares, con una cartera de pedidos de 2.321 aeronaves por parte de 28 de ellos, y una penetración que se había estabilizado en el 42,6 %.Los arrendadores de aeronaves suelen ser bancos, fondos de cobertura o instituciones financieras.
El financiamiento de aeronaves es una industria de 140.000 millones de dólares, dominada por Irlanda debido al auge y colapso en 1992 de la pionera Guinness Peat Aviation (GPA), cuyos antiguos ejecutivos gestionan los mayores arrendadores: Aengus Kelly es el director ejecutivo de AerCap, el más grande del mundo; Domhnal Slattery dirige el tercero más grande, Avolon; y Peter Barrett lidera el cuarto, SMBC Aviation Capital, mientras que el segundo más grande, GECAS, se formó a partir de los restos de GPA.
| Puesto | Arrendador operativo             | Flota | Cartera de pedidos | Valor ($ millones) | Puesto 2012 | Flota 2015 | Turboprop | Jet regional | Fuselaje estrecho | Fuselaje ancho |
| ------ | -------------------------------- | ----- | ------------------ | ------------------ | ----------- | ---------- | --------- | ------------ | ----------------- | -------------- |
| 1      | AerCap                           | 1.153 | 339                | 33.994             | 9           | 1.279      | –         | 4            | 970               | 305            |
| 2      | GECAS                            | 931   | 304                | 22.358             | 1           | 1.608      | 31        | 374          | 1.035             | 168            |
| 3      | Air Lease Corporation            | 271   | 357                | 13.120             | 9           | 251        | 18        | 27           | 162               | 44             |
| 4      | SMBC Aviation Capital (ex RBS)   | 445   | 200                | 13.796             | 6           | 393        | –         | 7            | 378               | 8              |
| 5      | BOC Aviation                     | 285   | 176                | 12.653             | 10          | 256        | –         | 16           | 204               | 36             |
| 6      | Avolon                           | 546   | 257                | 19.167             | 17          | 166        | –         | 6            | 140               | 20             |
| 7      | BBAM (incluye NBB y FLY Leasing) | 390   |                    | 15.284             | 3           | 413        | –         | 2            | 357               | 54             |
| 8      | Aviation Capital Group           | 250   | 132                | 5.397              | 4           | 273        | –         | –            | 264               | 9              |
| 9      | ICBC Leasing Co                  | 277   | 45                 | 12.488             | 16          | 173        | –         | 13           | 131               | 29             |
| 10     | AWAS                             | 231   | 15                 | 5.844              | 7           | 295        | –         | –            | 242               | 53             |
| 11     | Macquarie AirFinance             | 202   | 40                 | 4.726              | 13          | 176        | –         | 4            | 160               | 12             |
| 12     | CDB Aviation Lease Finance       | 151   | 49                 | 5.569              | 26          | 120        | –         | 20           | 68                | 32             |
| 13     | Aircastle                        | 192   |                    | 4.938              | 14          | 141        | –         | 5            | 77                | 59             |
| 14     | ALAFCO                           | 60    | 124                | 2.750              | 12          | 49         | –         | –            | 46                | 3              |
| 15     | Boeing Capital                   | 174   |                    | 1.369              | 11          |            |           |              |                   |                |
| 16     | China Aircraft Leasing           | 90    | 138                | 4.278              | 63          | 47         | –         | –            | 43                | 4              |
| 17     | Orix Aviation                    | 167   |                    | 3.991              | 15          | 148        | –         | 2            | 132               | 14             |
| 18     | Standard Chartered Aviation      | 120   | 10                 | 4.077              | 18          |            |           |              |                   |                |
| 19     | Jackson Square Aviation          | 117   |                    | 4.681              | 25          | 110        | –         | –            | 97                | 13             |
| 20     | BoCom Leasing                    | 114   |                    | 4.328              | 81          | 49         | –         | –            | 38                | 11             |

Los arrendadores tienen preferencia por los aviones de fuselaje estrecho frente a los de fuselaje ancho debido a mayores oportunidades de reventa y al considerable tiempo y costo de reconfiguración que requiere una aeronave de mayor tamaño.  
Reconfigurar un Airbus A330-300 puede costar 7 millones de dólares, y aún más en el caso de un Boeing 777-300ER o un Airbus A380: introducción de entretenimiento a bordo (IFE) – 1,5 millones de dólares (5.000 por asiento), sustitución de asientos de clase ejecutiva – 1,5 millones de dólares (30.000 cada uno), sustitución de asientos de clase turista – 1 millón (5.000 cada uno), nuevo baño o galera – 100.000, mover un monumento – 35.000, separadores de clase – 50.000, unidades de servicio para pasajeros – 9.000 por pasajero, paneles laterales – 6.000 cada uno, actualización de la base de datos IFE – 125.000, repintado del avión – 100.000, costos de ingeniería – 100.000.